# Jacques Antoine Deschamps de La Varenne
Pour les articles homonymes, voir Deschamps.
Jacques-Antoine Deschamps de la Varenne, né le 4 mars 1728 à Montluçon (Allier), et mort le 7 janvier 1807) dans la même ville, est un général français de la Révolution et de l’Empire.

## Biographie

### Famille
Jacques Antoine Deschamps de La Varenne est le fils de Claude Antoine Deschamps, seigneur de La Varenne (à Sauvagny, en Bourbonnais), et de Marie Luylier.
Il épouse le 10 novembre 1768 à Montluçon Élisabeth Magdeleine Foureton de Margelay, dont le grand-père, Laurent Foureton, était gentilhomme de vénerie du roi. Ils sont les parents d'Antoine Deschamps de La Varenne, député de l'Allier en 1822.

### États de service
Il entre au service en 1743, comme cornette au régiment d'Escoulourbre (Royal-Normandie en 1761). Il est réformé à la paix de 1749.
En 1756, il est remis en activité et il est nommé lieutenant. Capitaine en 1756, il est de nouveau réformé à la paix de 1763.
En 1768, il est replacé comme capitaine commandant la compagnie du Mestre de camp, et il devient titulaire en 1770. À la formation de 1776, il reprend le commandement de la compagnie, puis en 1777, il passe dans une autre compagnie. Il a le rang de major en 1783, et il devient chef d'escadron à la réorganisation de 1788.
Le 25 juillet 1791, il est nommé lieutenant-colonel dans le Royal-Normandie. Il est fait colonel au 1er régiment de cavalerie le 5 février 1792.
Le 8 mai 1793, il est promu général de brigade.